# Gustaf Geijer
Gustaf Adolf Geijer, född 26 juli 1870 i Kristinehamn, död 14 maj 1957 i Stockholm, var en svensk militär och konstnär.
Han var son till häradshövdingen Adolf Geijer och Augusta Andersson och från 1901 gift med Charlotta Nordenfelt. Geijer slutade sin militära bana som överstelöjtnant vid Norrlands artilleriregemente. Som konstnär utförde han akvarellmålningar huvudsakligen med motiv från Jämtland. Flera av hans verk finns återgivna i ett flertal årgångar av Jämten.